# شو یینگمینگ
شو یینگمینگ (انگلیسی: Xu Yingming؛ زادهٔ ۲۲ ژانویهٔ ۱۹۹۲)  شمشیرباز اهل چین است. وی در بازی‌های المپیک تابستانی ۲۰۲۰ شرکت کرده‌است.